# NGC 2328
NGC 2328 este o galaxie lenticulară situată în constelația Pupa. A fost descoperită în 1 ianuarie 1835 de către John Herschel.